# Ostrá horka (Ralská pahorkatina)
Ostrá horka (552 m n. m.) je vrch v okrese Liberec Libereckého kraje. Leží asi 0,5 km severozápadně od Rozstání, na příslušném katastrálním území.

## Geomorfologické zařazení
Vrch náleží do celku Ralská pahorkatina, podcelku Zákupská pahorkatina, okrsku Kotelská vrchovina, podokrsku Zábrdská vrchovina a Rozstánské části.

## Přístup
Automobilem lze nejblíže dojet do Doleních Pasek jižně od vrchu. Vrch obklopují též další části obce Světlá pod Ještědem. Z Hořeních Pasek vede do Doleních zelená turistická stezka při západní straně kopce. Na vrchol nevede žádná oficiální cesta.